# Ephydra lata
Ephydra lata är en tvåvingeart som först beskrevs av Walker 1858.  Ephydra lata ingår i släktet Ephydra och familjen vattenflugor. Inga underarter finns listade i Catalogue of Life.